# Always & Forever (álbum de Randy Travis)
Always & Forever é um álbum de Randy Travis, lançado em 1987.